# Ultime avertissement de la Chine
 (août 2022).

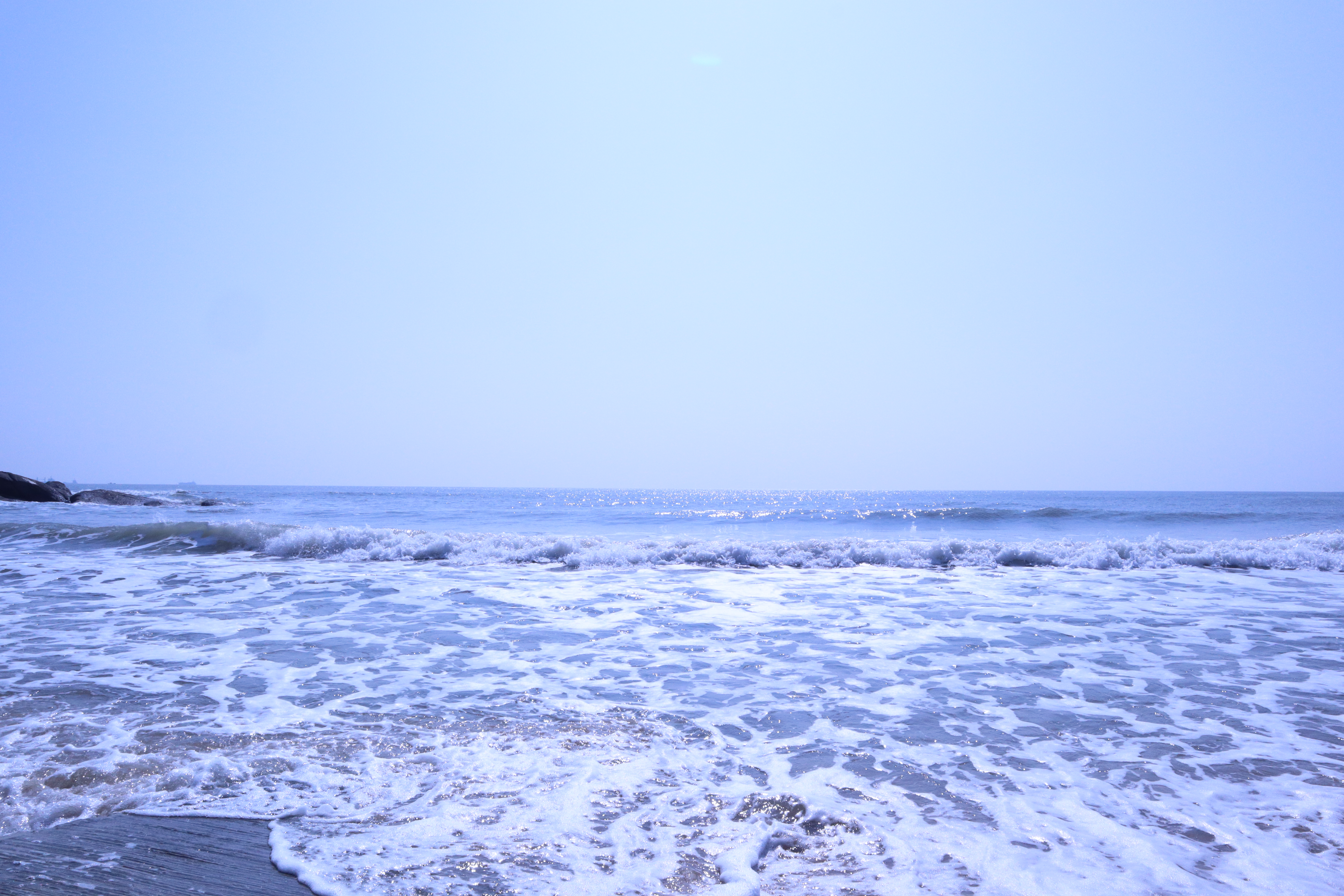
Vue depuis Kinmen du détroit de Taïwan, à l'origine du proverbe.

L'« ultime avertissement de la Chine » (russe : последнее китайское предупреждение) est un proverbe russe originaire de l'Union soviétique, pour désigner un avertissement sans réelles conséquences.

## Origine
Dans les années 1950 et 1960, les relations entre la république populaire de Chine et les États-Unis étaient tendues en raison des enjeux du détroit de Taïwan. Des avions de chasse américains patrouillaient régulièrement dans le détroit de Taïwan. Cela a conduit régulièrement à des protestations officielles du Parti communiste chinois sous la forme d'un ultime avertissement leurs manœuvres aéronautiques dans le détroit. Cependant, aucune conséquence réelle ne fut entreprise pour avoir ignoré les « derniers avertissements ».
La république populaire de Chine a lancé son premier « ultime avertissement » aux États-Unis pour leurs vols de reconnaissance le 7 septembre 1958, lors de la deuxième crise du détroit de Taïwan. À l'époque, les États-Unis considéraient la république de Chine comme le seul représentant légitime de la Chine et effectuaient des vols de reconnaissance dans les eaux contrôlées par la république populaire de Chine. La Chine consignait alors ces incidents et émettrait un « ultime avertissement » par voie diplomatique pour chaque incident survenu. Plus de 900 « ultimes avertissements » chinois ont été émis de 1958 à 1964